# Акалат рудий
Акала́т рудий (Sheppardia bocagei) — вид горобцеподібних птахів родини мухоловкових (Muscicapidae). Мешкає в Центральній Африці. Вид названий на честь португальського натураліста Жозе Вісенте Барбози ду Бокаже.

## Підвиди
Виділяють три підвиди:
- S. b. ilyai (Prigogine, 1987) — західна Танзанія (на схід від гори Кунґве);
- S. b. chapini (Benson, 1955) — південний схід ДР Конго, південний захід Танзанії і північ Замбії;
- S. b. bocagei (Finsch & Hartlaub, 1870) — захід Анголи.

Sheppardia poensis раніше вважався конспецифічним з рудим акалатом, однак був визнаний окремим видом.

## Поширення і екологія
Руді акалати мешкають в Демократичній Республіці Конго, Танзанії, Замбії і Анголі. Вони живуть у вологих гірських тропічних лісах, сухих тропічних лісах і на вологих луках. Зустрічаються на висоті від 1300 до 1500 м над рівнем моря.